# 장유 (김해시)

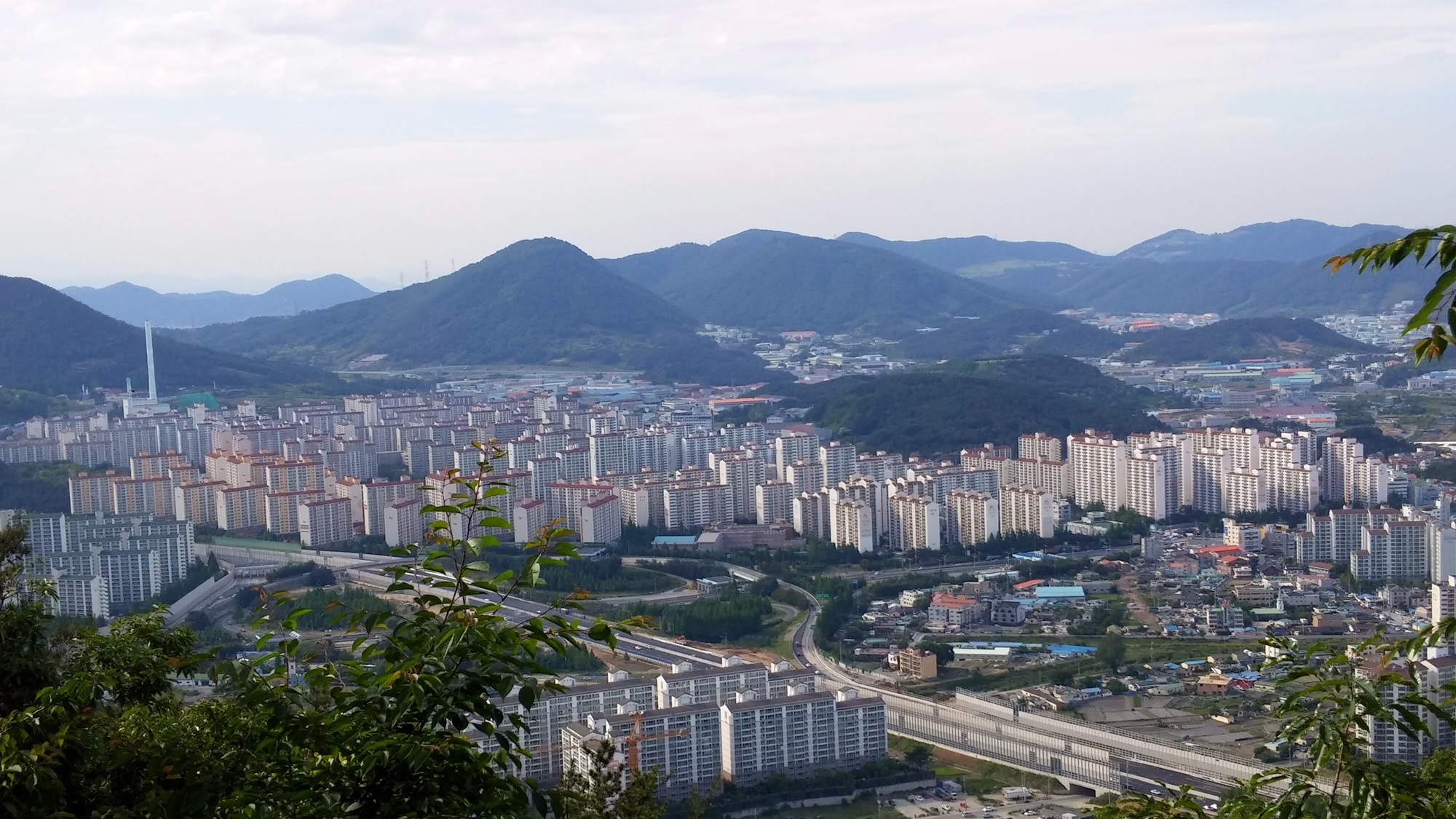
반룡산에서 바라본 장유 시가지

장유(長有)는 대한민국 경상남도 김해시의 남단에 위치한 지역이다. 현재 장유1·2·3동 3개 행정동이 총 12개 법정동을 관할하고 있다. 전체 면적은 55.18km2인데, 장유1동의 면적은 13.51km2이고, 장유2동의 면적은 19.72km2, 장유3동의 면적은 21.97km2이다.
북쪽으로는 김해시 진례면과 주촌면, 남쪽으로는 굴암산을 사이로 창원시 진해구, 부산광역시 강서구와 인접해 있으며, 서쪽으로는 불모산을 사이에 두고 창원시 성산구, 동쪽으로는 조만강을 사이에 두고 김해시 칠산서부동, 부산 강서구와 인접해 있다. 율하천, 대청천이 장유 시가지를 흐르고 있고, 장유의 중심부에는 반룡산이, 장유의 서쪽과 남쪽으로 용지봉, 불모산, 굴암산이 이어져 있다.
금관가야 시대에 '장유'(長遊)라는 지명이 처음 등장했고, 불모산 서쪽 기슭에 장유촌(長遊村)이라는 마을이 형성되었다. 고려 시대에는 장유촌(長遊村), 유하촌(柳下村), 제을미향(齋乙彌鄕, 절미향)이라는 마을이 형성되었고, 조선 시대에는 유하면(柳下面), 유등야면(柳等也面)으로 불렸다. 고종 시대인 1885년에 장유면이 설치되었다가, 1888년에 장유면 8개 리와 수남면(水南面) 4개 리로 분리되었다. 1896년에 경상남도 김해군에 소속되었다. 일제강점기 시대였던 1914년에 부군면 통폐합을 계기로 수남면이 장유면에 편입되었다.
1996년 당시에 한국토지공사가 김해시 장유면에 장유신도시를 조성하는 사업을 시작했고, 2000년대 이후에 대규모 아파트 입주가 시작되면서 인구가 증가했다. 이에 따라 김해시는 2007년부터 장유면을 동으로 전환하는 과정을 준비했다. 2008년에는 인구 10만 명을 돌파했고, 2010년에는 인구 12만 명을 돌파하면서 밀양시, 사천시 인구를 추월했다. 2013년 7월 1일을 기해 김해시 장유면이 장유1·2·3동 3개 행정동으로 개편되었고, 12개 법정리(里) 또한 각각 12개의 법정동(洞)으로 전환되었다.
국도 제58호선과 연결되는 남해고속도로제2지선과 지방도 제1020호선이 시가지를 관통하며, 이들 도로를 직접 연결하는 장유 나들목이 시가지 중심에 있다. 남해안대로의 일부인 지방도 제1030호선과 불모산터널, 남해고속도로제3지선의 대청 나들목은 김해 장유 지역과 창원을 연결하는 역할을 담당한다.
김해 장유 지역의 대표적인 상권으로는 1960년에 형성된 장유중앙시장, 2005년에 개점한 김해농수산물유통센터 등이 있다. 김해시청에서는 장유 지역을 관할하는 장유출장소를 운영하고 있다. 그 외에 장유 지역의 치안은 김해서부경찰서 장유지구대에서, 소방은 김해서부소방서에서 관할한다.

## 역사

### 가야 시대
‘장유’라는 지명은 금관가야(가락국) 수로왕의 처남이자 허황옥의 오빠인 장유화상(長遊和尙) 허보옥(許寶玉)에게서 유래한다. 장유화상은 부귀영화를 뒤로 하고 불모산에 들어가 수도하면서 나오지 않자 사람들이 장유(長遊, 크게 자유롭다)한다고 하였다. 장유화상이 장유사(長遊寺)라는 사찰을 지은 산의 이름을 장유산(長遊山, 지금의 태정산)이라고 불렀다.

### 고려·조선
971년(고려 광종 22년)에 김해부(金海府)가 설치된 이후에 장유산의 서쪽 기슭에 장유촌(長遊村), 유하촌(柳下村), 제을미향(齋乙彌鄕, 절미향)이라는 마을이 형성되었다. 유하촌은 풍수적으로 꾀꼬리가 버드나무 가지에 지은 새집과 같은 지형인 유지앵소(柳技鶯巢)라는 명당 자리가 있어서 자손이 많고 6명이 과거에 급제할 자리라고 해서 지어진 이름이다. 제을미향은 신라 말기부터 김해시 삼문동(옛 장유면 삼문리) 능동마을에 존재했던 특수 부락인 '젤미마을'에서 유래된 이름인데, 장유사라는 사찰(절)로 올라가는 산이라는 뜻에서 '절뫼', '절미'라고 부른데서 유래된 것으로 추정된다.
경상도 김해도호부(金海都護府)에 소속되어 있던 조선 중기에는 유등야면(柳等也面)으로 불렸고, 순수 한국어로는 '배들이', '배나들이', '버등이'라고 불렀다. '배들이', '배나들이'라는 이름은 옛날 조만강의 물이 많았던 시절에 마을 앞을 흐르는 하천에 배가 오가는 나루터가 있었다고 해서 붙여진 이름인데, 나중에 차자 표기법을 통해 버드나무 아래라는 뜻을 가진 '버등이', '유하'(柳下)로 바뀌었다고 전해진다. 1616년(조선 광해군 8년)부터 1656년(조선 효종 7년)까지 현재의 김해시 신문동(옛 장유면 신문리) 용산마을에 있던 진골마을(鎭谷, 진곡)에 신문진(新門鎭)이라는 소모진(召募鎭, 별도의 시기에 소집하여 병력을 충당하는 군사 목적의 특수 행정 구역)이 설치되었다. 조선 영조 시대인 1757년(조선 영조 33년)부터 1765년(조선 영조 41년) 사이에 제작된 《여지도서》(與地圖書)에서는 유등야면이 김해진 김해도호부(金海鎭 金海都護府)에 소속되어 있다고 명시되었고, 1789년(조선 정조 13년)에 간행된 《호구총수》(戶口總數)에서는 유등야면에는 하위 행정 구역인 18개 리(북포(北浦), 하손(下孫), 부곡(釜谷), 유등야(柳等也), 내덕(內德), 외덕(外德), 거물소(巨勿所), 신문(新門), 건림(件林), 대청(大淸), 제며(濟旀), 상점(上店), 사기점(沙器店), 덕정(德亭), 적항(赤項), 관동(寬洞), 장유(長遊), 태장(台長))가 소속되어 있다고 명시되었다.
1810년(조선 순조 10년)에 유하면(柳下面)으로 바뀌었다가, 1879년(조선 고종 16년)에 유등야면(柳等也面)으로 환원되었다. 1885년(조선 고종 22년)에 장유면이 설치되었고, 1888년(조선 고종 25년)에 장유면 8개 리(부곡(釜谷), 유하(柳下), 내덕(內德), 무계(茂溪), 대청(大淸), 삼문(三文), 신문(新文), 관동(寬洞))와 수남면(水南面) 4개 리(율하(栗下), 장유(長有), 응달(應達), 수가(水佳))로 분리되었다. 1895년(조선 고종 32년)에 23부제가 시행되면서 진주부 김해군(金海郡)에 소속되었다가, 1896년(조선 고종 33년)에 13도제가 시행되면서 경상남도 김해군에 소속되었다.

### 일제 강점기·대한민국
1914년 일제 강점기의 행정 구역 개편 과정 중 부군면 통폐합으로 김해군 수남면이 장유면에 흡수되었다. 광복 이후에도 경상남도 김해군에 소속되었다가, 1995년 5월 10일을 기해 김해시와 김해군이 통합되면서 김해시 장유면이 되었다. 1990년대에 부산경남경마공원(현재의 렛츠런파크 부산경남) 설립 사업이 추진되면서 2000년 1월 12일을 기해 장유면 수가리 가동마을이 부산광역시 강서구 범방동에 편입되고, 반대로 강서구 범방동에 속해 있던 장전마을이 장유면에 편입되었다. 2013년 7월 1일, 장유면이 장유1·2·3동 3개 행정동으로 분할되었고, 행정동 분할과 함께 12개 법정리(里)는 각각 12개의 법정동(洞)으로 전환되었다.

## 지리
| 단   | 법정구역      | 극점                                                                |
| ---- | ------------- | ------------------------------------------------------------------- |
| 동단 | 대동면 월촌리 | 북위 35° 16′ 16″ 동경 129° 0′ 48″ / 북위 35.27111° 동경 129.01333°  |
| 서단 | 진영읍 좌곤리 | 북위 35° 18′ 12″ 동경 129° 0′ 48″ / 북위 35.30333° 동경 129.01333°  |
| 남단 | 장유동        | 북위 35° 9′ 10″ 동경 128° 49′ 44″ / 북위 35.15278° 동경 128.82889°  |
| 북단 | 생림면 도요리 | 북위 35° 23′ 21″ 동경 128° 51′ 59″ / 북위 35.38917° 동경 128.86639° |

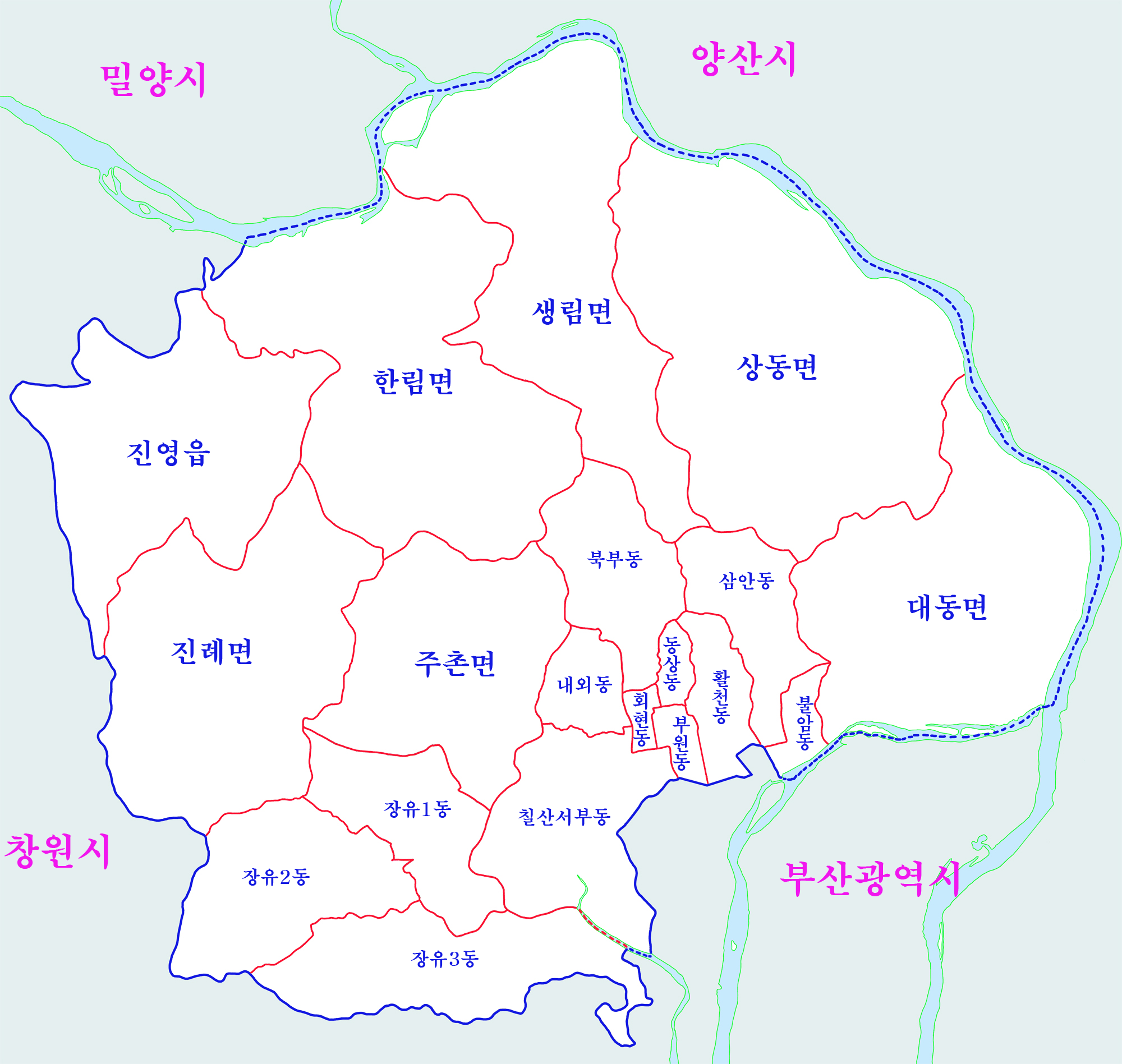
김해시의 행정구역도. 장유 지역은 김해시 남단에 위치한다.

장유동은 김해시의 남단에 있으며, 장유1동의 면적은 13.51km2이고, 장유2동 19.72km2, 장유3동 21.97km2으로 총 55.18km2이다. 북쪽으로는 김해시 진례면과 주촌면이, 남쪽으로는 굴암산을 사이로 창원시 진해구, 부산광역시 강서구와 인접해 있으며, 서쪽으로는 불모산을 사이에 두고 창원시 성산구, 동쪽으로는 조만강을 사이에 두고 김해시 칠산서부동, 부산 강서구와 인접해 있다. 관내에는 지방하천인 대청천과 율하천이 시가지를 관통하며 흐른다. 김해시에서는 이 두 하천을 생태하천으로 조성하는 사업을 진행 중이다. 대청천 상류에는 장유대청계곡이 있으며, 매년 여름 피서지로 인기가 높다. 한국관광공사는 '김해를 대표하는 계곡'으로 소개했다.
시내 중심부에는 높이 236m의 반룡산이 대청동, 관동동과 신문동 일대에 걸쳐 있다.
2008년 10월 경상남도지사가 고시한 김해 도시 관리 계획 결정(변경) 고시문에 따르면 당시 장유면에 지정된 주거 지역 면적은 6,206,142m2, 상업 지역은 1,672,992m2, 공업 지역은 1,779,938m2, 녹지 지역은 44,945,184m2이며 관리 지역, 농림 지역 그리고 자연 환경 보전 지역으로 지정된 구역은 없다.

### 행정 구역
행정동인 장유1·2·3동이 각각 관할하는 법정동은 아래와 같다.
| \| 장유1동 - 내덕동 - 무계동 - 부곡동 - 신문동 - 유하동 \| 장유2동 - 대청동 - 삼문동 \| 장유3동 - 관동동 - 수가동 - 장유동 - 율하동 - 응달동 \| |                           |                                                      |
| 장유1동 - 내덕동 - 무계동 - 부곡동 - 신문동 - 유하동                                                                                            | 장유2동 - 대청동 - 삼문동 | 장유3동 - 관동동 - 수가동 - 장유동 - 율하동 - 응달동 |

## 인구와 동 전환
2020년 12월 말 기준으로 김해시가 작성하여 시청 웹사이트에 게시한 자료에 따르면 장유1동의 인구는 57,416명, 장유2동은 36,753명, 장유3동은 72,208명으로, 합계 약 16만 6천 명 정도다. 장유 거주자 가운데는 창원시를 비롯한 타 지역에 직장을 둔 주민이 많아, 2011년 대한민국 재보궐선거 당시 장유와 창원을 오가는 유일한 출퇴근길인 지방도 1020호선 구간의 창원터널의 교통 상황에 따라 여야 후보의 당락을 가를 변수가 될 것으로 언급되기도 하였다.
1996년 당시 한국토지공사가 사업을 담당하여 조성되기 시작한 장유신도시는 2000년대 이후에 대규모 아파트 입주가 본격화되면서 장유면 시절인 2008년 인구 10만 명을 돌파했으며, 2010년에는 인구 12만 명을 돌파, 밀양시와 사천시보다도 많은 인구가 거주하는 것으로 나타났다. 이에 김해시에서는 면 단위 행정 체제로는 늘어나는 행정 수요에 대비하는 데 어려울 것으로 예상하여 동 전환에 따른 혜택 축소를 우려한 일부 주민의 반대를 감수하고 2007년부터 동 전환을 준비하였다. 처음에는 4개 동으로, 이후 2012년까지 2개 동으로 전환하는 것을 계획하였다. 하지만 2011년 연말에 들어 시민단체의 2개 동 전환 반대 의견을 일부 의식하여 부곡리와 무계리를 중심으로 장유1동, 삼문리를 중심으로 한 장유2동, 이후 율하리를 중심으로 한 장유3동으로 나누는 계획안이 처음으로 검토되었고 2012년 7월 24일에 계획안이 시의회를 통과하여 분동이 확정되었다.

동 전환 시행을 알리는 현수막. 내덕로.

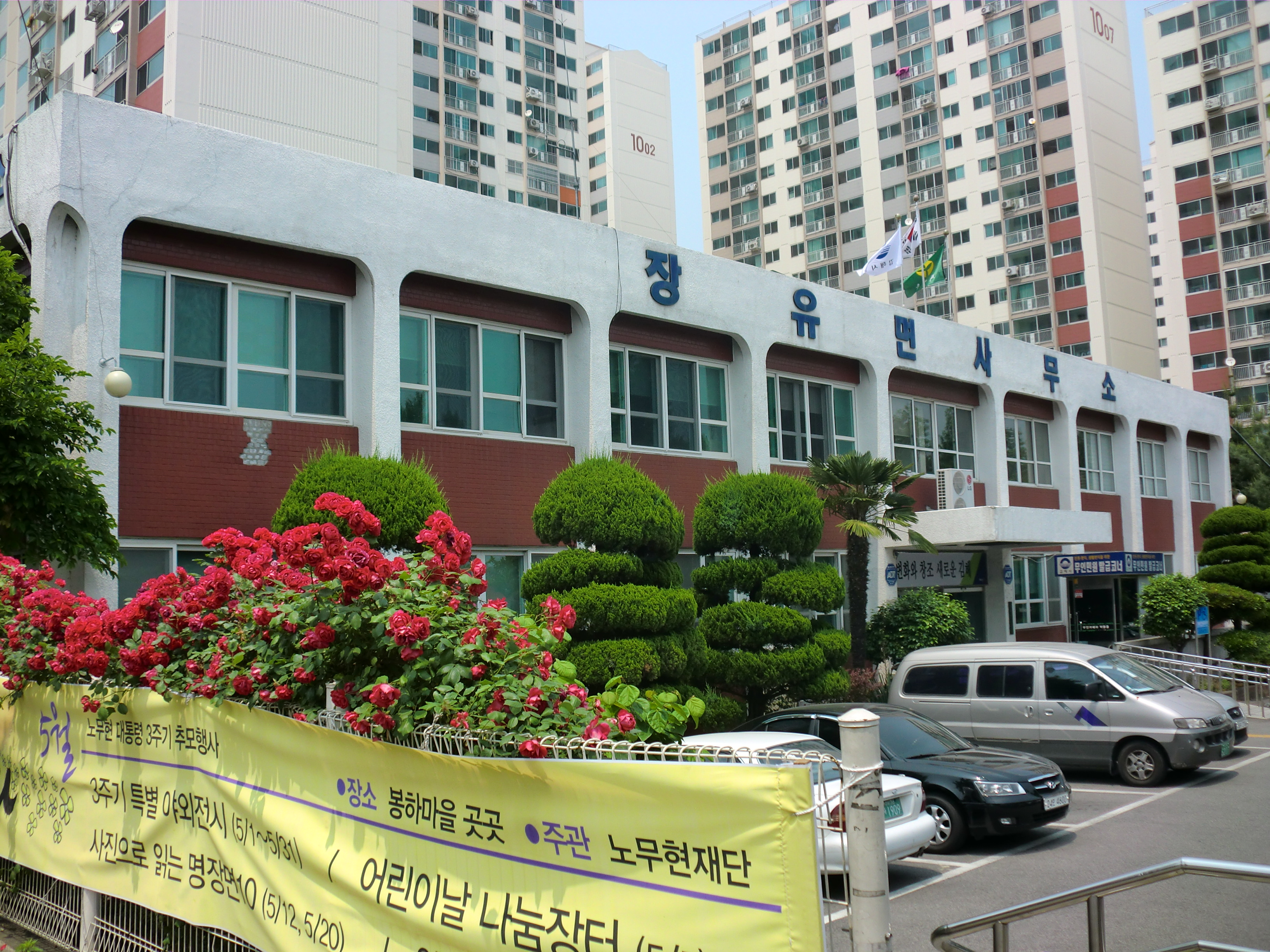
장유면사무소 건물, 2012년 촬영. 이 건물은 철거되고 장유1동 주민센터로 재건되었다.

## 교통
남해고속도로제2지선과 지방도 제1020호선이 시가지를 관통하며, 장유 나들목이 시가지 중심에 있고, 고속도로와 지방도가 직접 연결된다. 두 도로는 국도 제58호선과도 연결되는데, 국도 58호선은 김해시내와 장유를 오가는 핵심적인 역할을 하고 있다. 지방도 1020호선은 출퇴근시간 창원터널의 정체로 통행에 불편이 많았는데, 교통량을 분산시킬 목적으로 2012년 남해안대로의 일부인 지방도 제1030호선과 불모산터널이 민자 도로로 개통되었다. 2015년 12월 5일에는 잔여 구간이 준공되어 부산광역시와도 연결된다. 이 밖에도 부산 강서구 신항 배후도로와 신문동을 연결하는 왕복 6차로 광역도로가 2014년 개통되었다. 2017년 1월 13일 개통한 남해고속도로제3지선이 대청 나들목을 통해 장유 지역과 연결된다.
장유신도시 조성 직후 택시를 통해 김해시내와 장유 지역을 오가는 경우 복합할증이 적용되었다. 2003년부터 장유면 내 7개 리 38개 마을이 복합할증제를 적용받지 않게 되었고 2004년에는 장유면 전체 지역이 복합할증제 적용 대상에서 제외되었다.
장유 지역을 기종점으로 운행하는 김해시 시내버스 노선은 외동 김해시외버스터미널을 출발하여 율하지구를 지나 장유동에서 회차하는 21번과 주촌면 경유 지선인 21-1번 (21-1번은 무계동 장유농협까지 운행), 그리고 외동차고지를 출발하여 칠산서부동, 신문동, 율하동을 끝으로 다시 반대방향으로 운행을 시작하는 3-1번, 무계차고지에서 출발해 율하동을 경유하여 수가동까지 운행하는 23번과 무계 차고지에서 시작 율하동을 경유, 관동동 세영리첼아파트 앞에서 반대 방향으로 운행을 시작하는 24번, 그리고 장유신도시와 율하신도시 주요 지점을 운행하는 25, 26번은 쌍둥이 노선으로, 신문동 롯데워터파크를 기종점으로 삼고 순환 형태로 운행하고 있다. 이 밖에도 김해시내에서 창원을 오가는 58, 59, 97, 98번과 진영읍과 외동을 오가는 44번이 장유 지역을 경유하며, 장유 지역과 부산 도시철도 1호선 하단역을 연결하는 220, 221번이 좌석버스 형태로 부산광역시 시내버스 업체 태영버스와 공동배차로 운행 중이다. 창원시 노선 170번도 장유와 창원시내간을 연결하고 있다.
시외버스의 경우 별다른 버스 터미널 건물은 존재하지 않고, 장유농협 본점 앞 시내버스 정류장을 승하차 장소로 이용하고 있다. (노선은 장유시외버스정류장 문서 참조) 이 때문에 대부분 승객이 길거리에 서서 대기하는 관계로 인구에 걸맞은 터미널 시설이 필요하다는 지적이 나오고 있다. 2004년 12월 당시에는 무계택지개발지구 내에 시외버스터미널 부지가 확보되어 있었지만 아직까지 투자자가 나타나지 않은 상태이다.
철도는 부산신항선 장유역이 내덕동에 있으나, 현재 여객 취급은 하지 않고 있다. 다만 부전-마산간 복선전철의 정차역으로 예정되어 있다.

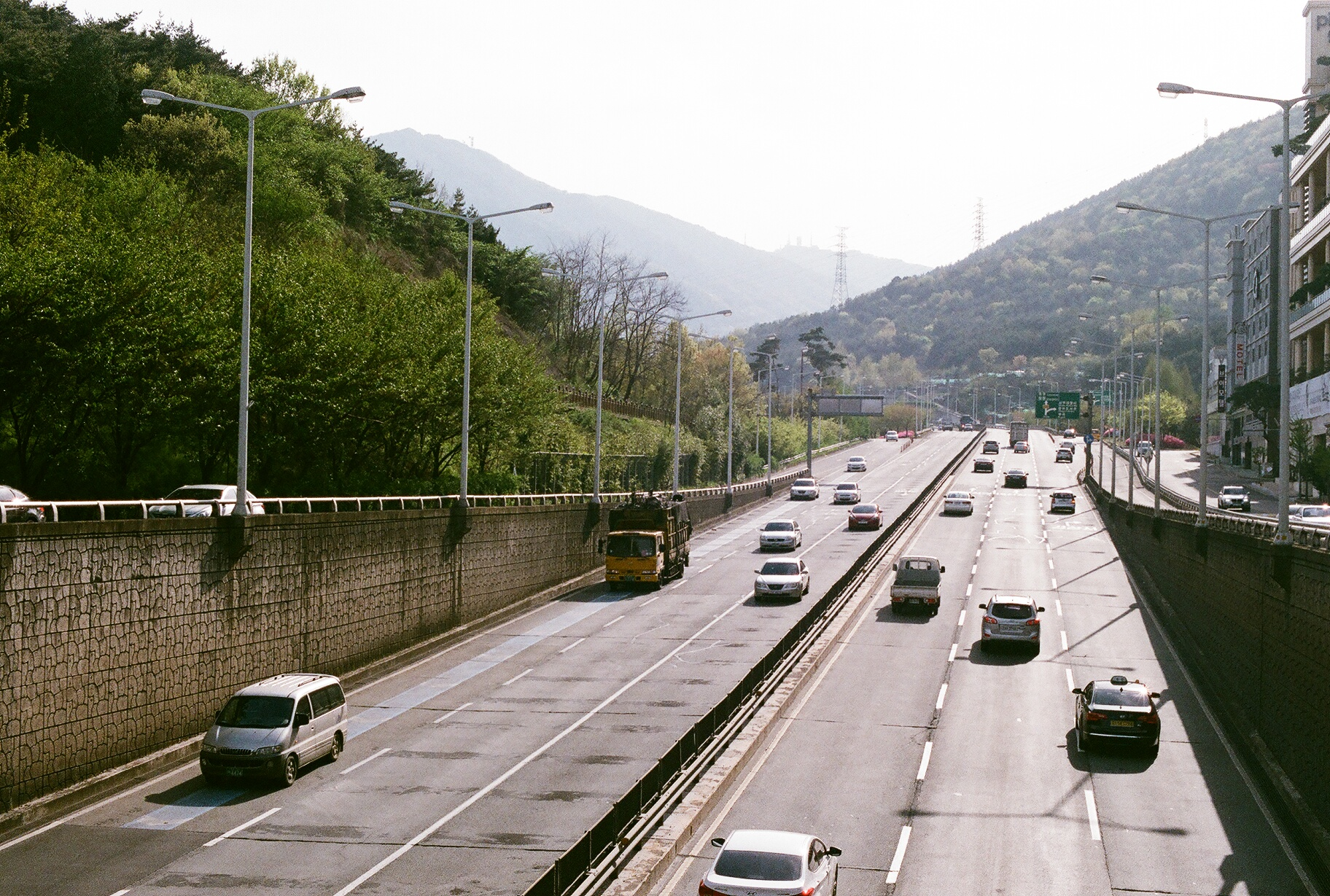
지방도 1020호선, 대청지하차도 부근
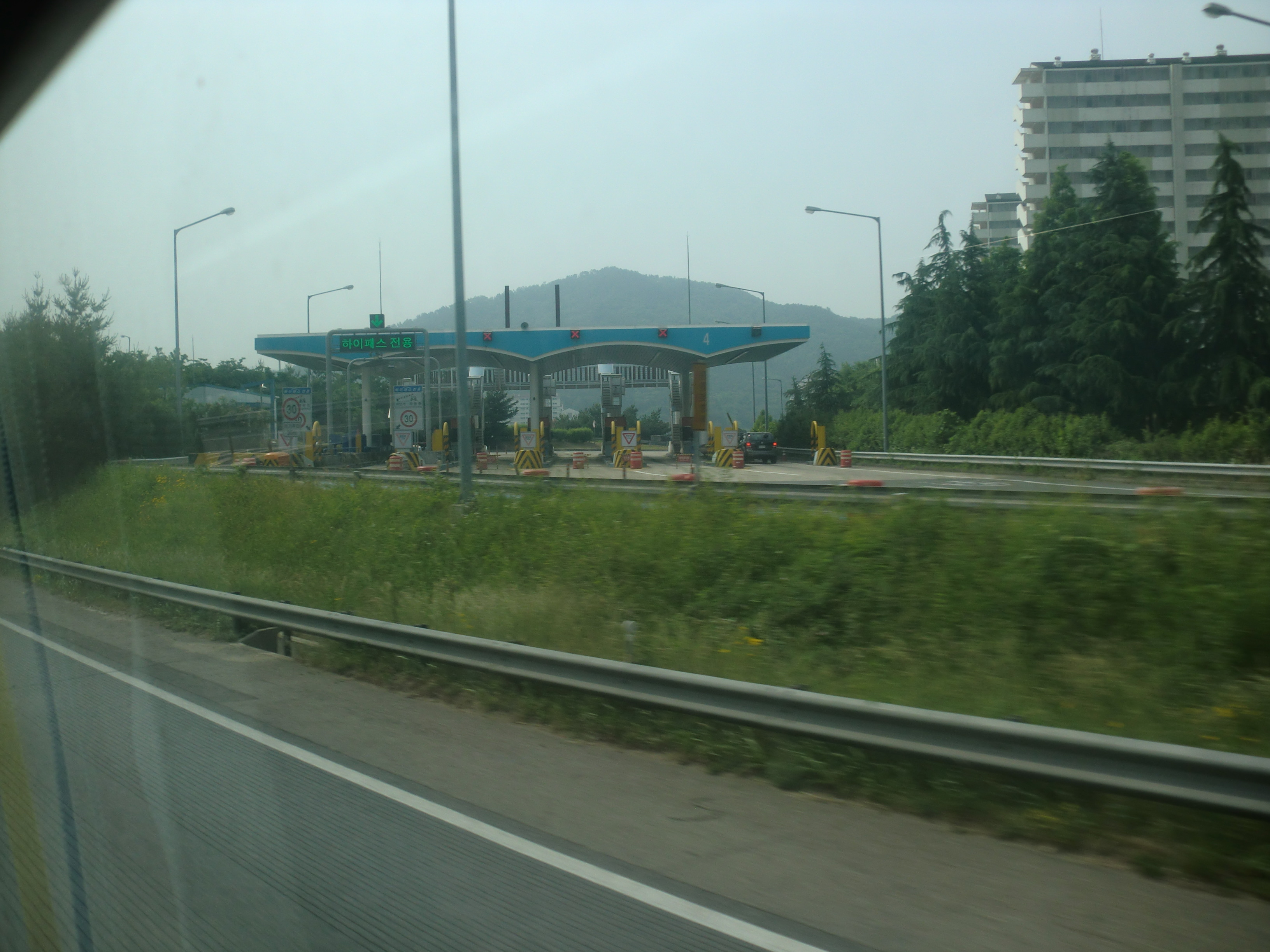
장유 나들목 창원방향 출구. 지방도와 연결된다.
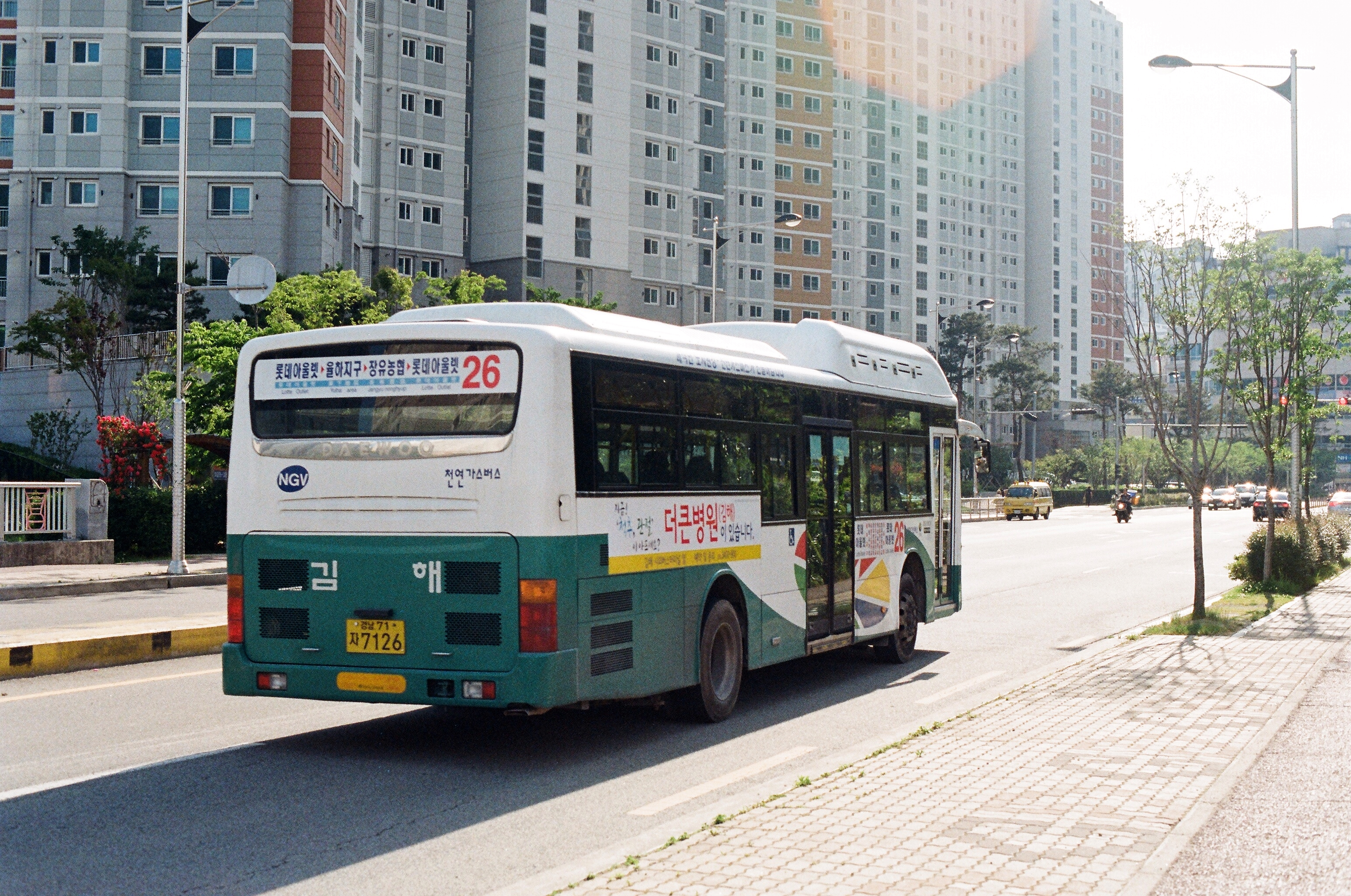
김해시내버스 26번
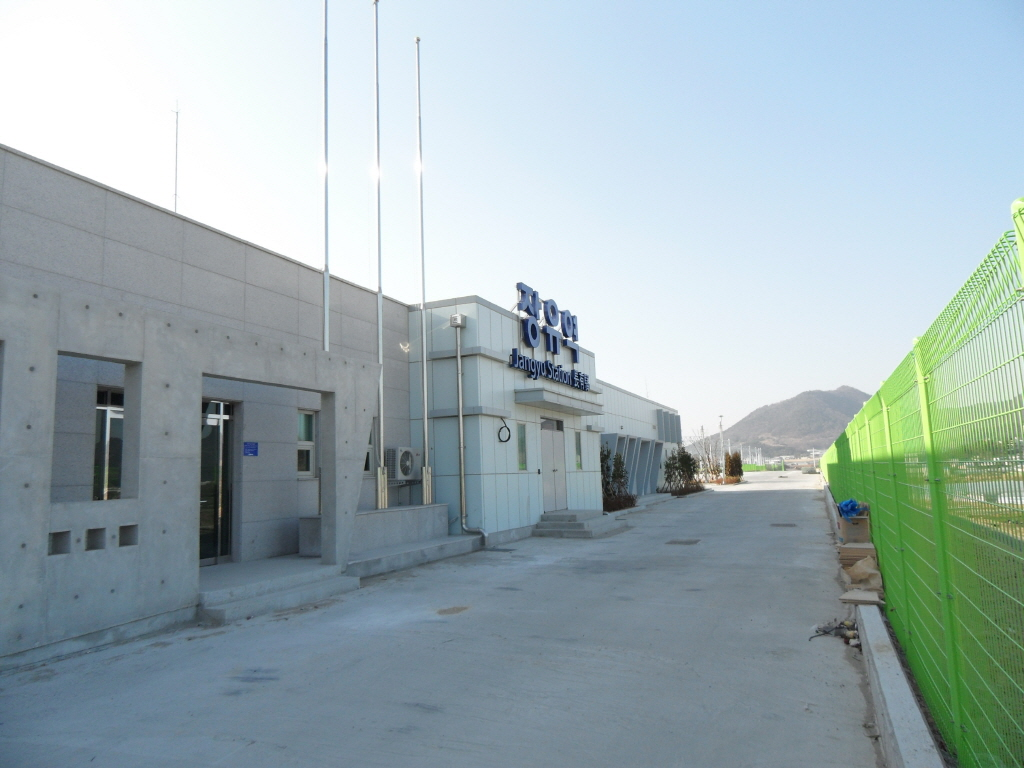
부산신항선 장유역 건물

## 자연

### 하천

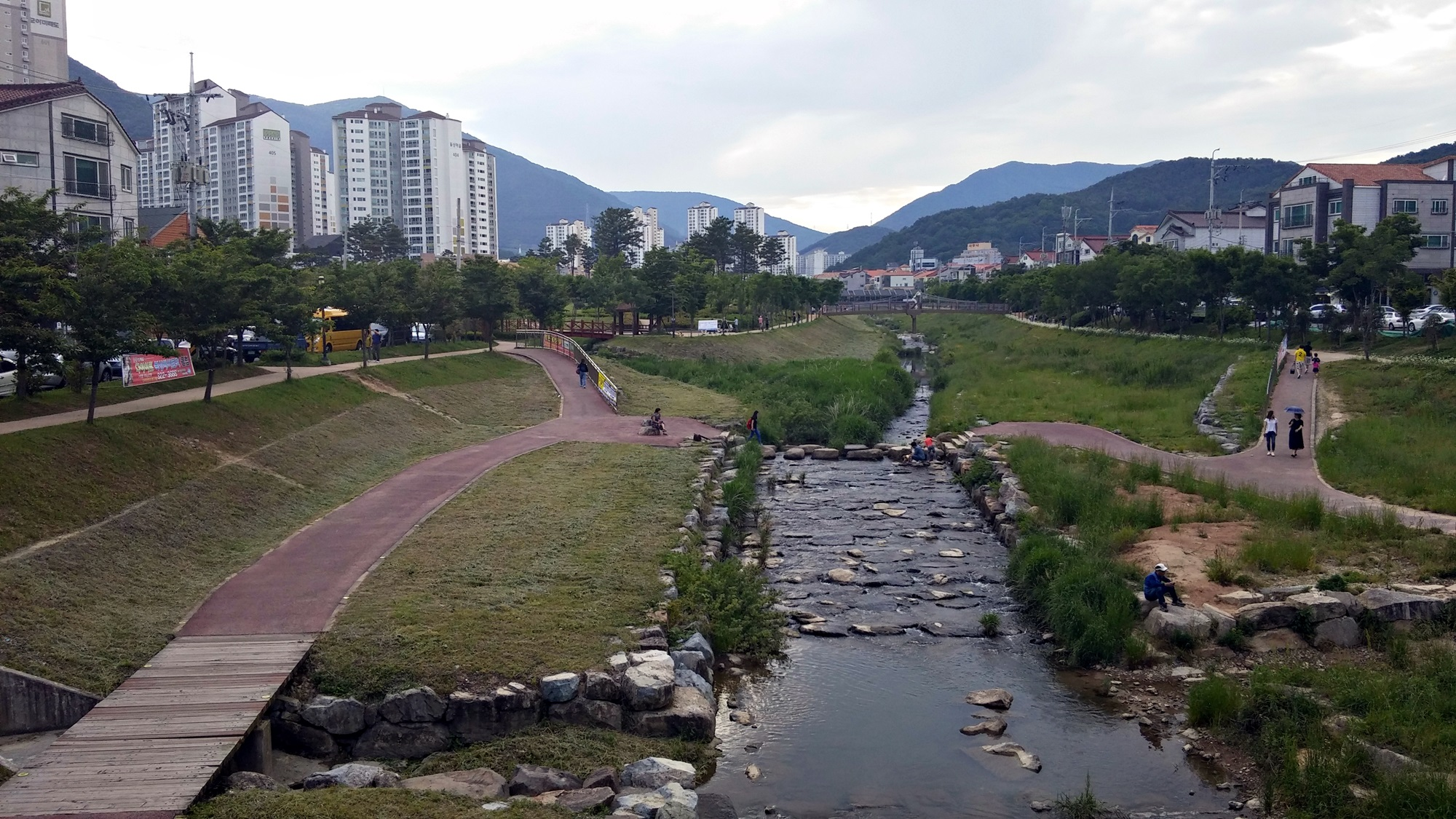
율하천

장유에는 율하천, 대청천이 있는데, 두 하천 모두 조만강으로 흘러들어 간다. 또한 김해시에서는 율하천, 대청천, 조만강으로 이어지는 장유 "워킹 그린로드" 산책로를 건설했다. 조만강을 기점으로 하여 대청천과 대청고등학교 인근, 반룡산공원을 거쳐 율하천으로 이어지는 코스는 길이가 10.6km에 달하는데, 3개 코스 가운데 가장 거리가 짧은 편이다. 조만강을 기점으로 하여 대청계곡에서 관동동 백련암, 팔판마을을 거쳐 율하천과 합류하는 코스가 12km에 달하며, 대청계곡 하류에서 율하천으로 이어지는 코스가 13.5km로 가장 긴 편이다. 그리고 율하천 산책로는 잘 조성되어 있지만 율하천의 조명이 너무 밝아서 시민들이 불편을 겪기도 했다. 김해시에서는 조명에 대한 아파트 주민들의 의견을 듣지 않아서 비난을 받기도 했다.
김해시는 무계소하천 생태하천 복원 사업을 2021년부터 추진하고 있다. 이 사업은 장유 대청천교 인근 무계1천 0.3km 구간, 용두산 인근 무계2천 0.8km 2개 구간, 총 1.1km에 걸쳐 이뤄지며, 2020년 10월 7일에 경상남도의 2021년도 생태하천 복원 사업 공모를 통해 선정되었다. 김해시는 2021년 1월에 기본 및 실시 설계에 착수하기 위한 비용 국비·도비 1억 8,600만 원을 확보하였다.

### 산
장유의 중심부에는 반룡산이 있고, 장유의 서쪽과 남쪽으로 용지봉, 불모산, 굴암산이 이어져 있다. 용지봉은 동서 방향으로는 낙남정맥이, 남북 방향으로는 신낙남정맥이 뻗어 있기에 ‘경상남도의 주요 산줄기상에 솟아 있는 기점’이라고도 불린다. 용지봉과 불모산은 창원과 장유의 경계를 이루며, 두 산봉우리의 사이에는 대청계곡과 인공폭포인 장유폭포가 있다.

## 상권
장유 지역의 초기 상권은 1960년부터 열리기 시작한 무계동 '장유중앙시장'과 근처에 있는 장유농협 앞 삼거리 주변으로 상가 건물들이 들어서면서 형성된 것으로 알려져 있다. 장유중앙시장의 경우 처음에는 3, 8일마다 열리는 5일장이었다가 2012년부터 상설 개장으로 전환하였다.
장유신도시 개발 이후 형성된 대규모 상권은 부곡동 코아상가(정식 명칭 '코아멀티리빙센터')로 대표되는 근린상업지구를 비롯해 대청동 중심상업지역, 율하동 근린상업지역 등이 있다. 대청동 지역에는 2004년 8월부터 롯데마트 장유점이 영업하고 있다. 하지만 모텔과 유흥업소들도 밀집해 있어 주민들의 불만도 적지 않다.
율하신도시 지역 아파트 입주 직후인 2010년 경부터 율하천을 따라 '율하 카페거리'가 형성되었다. (행정구역상으로는 관동동) 카페거리에는 배우 강동원의 가족이 운영하는 매장이 있는 것으로 알려져 있다.
이 밖에도 1996년 경상남도와 롯데백화점이 현재 신문동(당시 장유면 신문리) 일대 '김해관광유통단지'를 조성하기로 협약했으나 사업 계획 변경 등으로 2007년 말에서야 사업이 본격화되었다. 사업 계획이 변경되는 사이 2005년 단지 내 김해농수산물유통센터가 개점하였고 2008년 12월 롯데 프리미엄 아울렛 김해점이 개점하여 첫 날 3만명이 방문, 14억 원의 매출을 기록하였다. 2012년 3월에는 김해 롯데 워터파크를 착공하여 2014년 5월에 개장하였다.

## 교육
| 구분     | 장유1동 | 장유2동 | 장유3동 | 합계 |
| -------- | ------- | ------- | ------- | ---- |
| 유치원   | 7       | 7       | 13      | 27   |
| 초등학교 | 5       | 4       | 6       | 15   |
| 중학교   | 3       | 2       | 3       | 8    |
| 고등학교 | 1       | 2       | 2       | 5    |

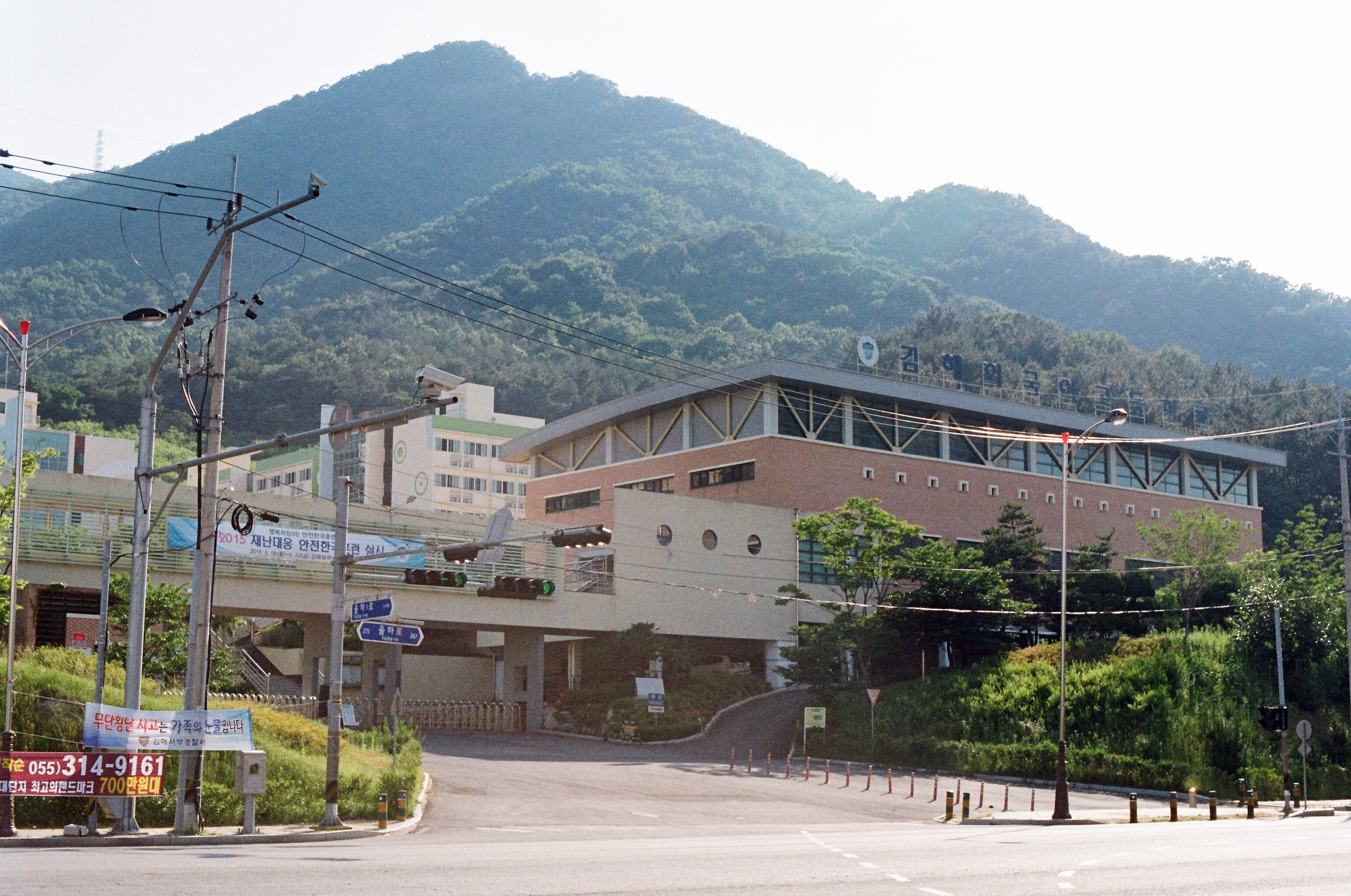
김해외국어고등학교 정문

장유 지역의 교육기관은 2019년 4월 1일 기준으로 유치원은 27곳, 초등학교는 15곳, 중학교는 9곳, 고등학교는 5곳이다. 덕정초등학교 옆 학교 부지에 사립 고등학교를 설립할 계획이 있었지만 희망자가 없어 무산되었다. 지역 내 공립유치원의 경우 초기에는 신설 초등학교의 병설유치원만 있었고 아동 수에 비해 절대적으로 시설이 부족해 확충의 필요성이 제기되어 왔다. 2012년에 첫 단설유치원 '장유유치원'이 개원했으나 2014년 11월 공개추첨에서 67명 모집에 408명이 접수한 것으로 나타나 학부모들이 더 많은 공립 유치원을 설치해 줄 것을 요구하고 있다.
2003년에는 김해시가 경상남도교육청에 학교 터 제공을 제의하고 진입로 개설, 상하수도 공사를 시에서 부담하겠다는 의사를 밝힘에 따라 공립 외국어 고등학교가 들어서는 것이 확정되었다. 그 결과 2006년 3월 처음으로 장유 지역 최초의 특수목적 고등학교인 김해외국어고등학교가 개교하였다. 2009년에는 당시 교육과학기술부가 선정한 기숙형 고등학교에 김해대청고등학교가 선정되어 2011년 기숙사를 개관하였다.

## 인구와 가구

### 장유면
| 1990년                                                       | 11,663  | 3,119  |
| 1995년                                                       | 11,638  | 3,274  |
| 2000년                                                       | 16,945  | 5,119  |
| 2001년                                                       | 20,821  | 6,395  |
| 2002년                                                       | 47,490  | 15,272 |
| 2003년                                                       | 55,838  | 18,057 |
| 2004년                                                       | 74,045  | 23,863 |
| 2005년                                                       | 85,319  | 27,047 |
| 2006년                                                       | 90,873  | 28,823 |
| 2007년                                                       | 97,199  | 30,906 |
| 2008년                                                       | 103,746 | 33,076 |
| 2009년                                                       | 118,792 | 38,218 |
| 2010년                                                       | 124,399 | 39,877 |
| 2011년                                                       | 127,933 | 41,039 |
| 2012년                                                       | 133,444 | 43,411 |
| 자료 : 통계청 KOSIS 국가통계포털, 김해시청 공공데이터 플랫폼 |         |        |

### 장유출장소
| 2013년                            | 141,633 | 46,165 |
| 2014년                            | 145,938 | 48,167 |
| 2015년                            | 146,377 | 48,475 |
| 2016년                            | 147,040 | 44,143 |
| 2017년                            | 151,081 | 51,327 |
| 2018년                            | 153,107 | 52,736 |
| 자료 : 김해시청 공공데이터 플랫폼 |         |        |

## 공공기관

### 출장소와 주민센터

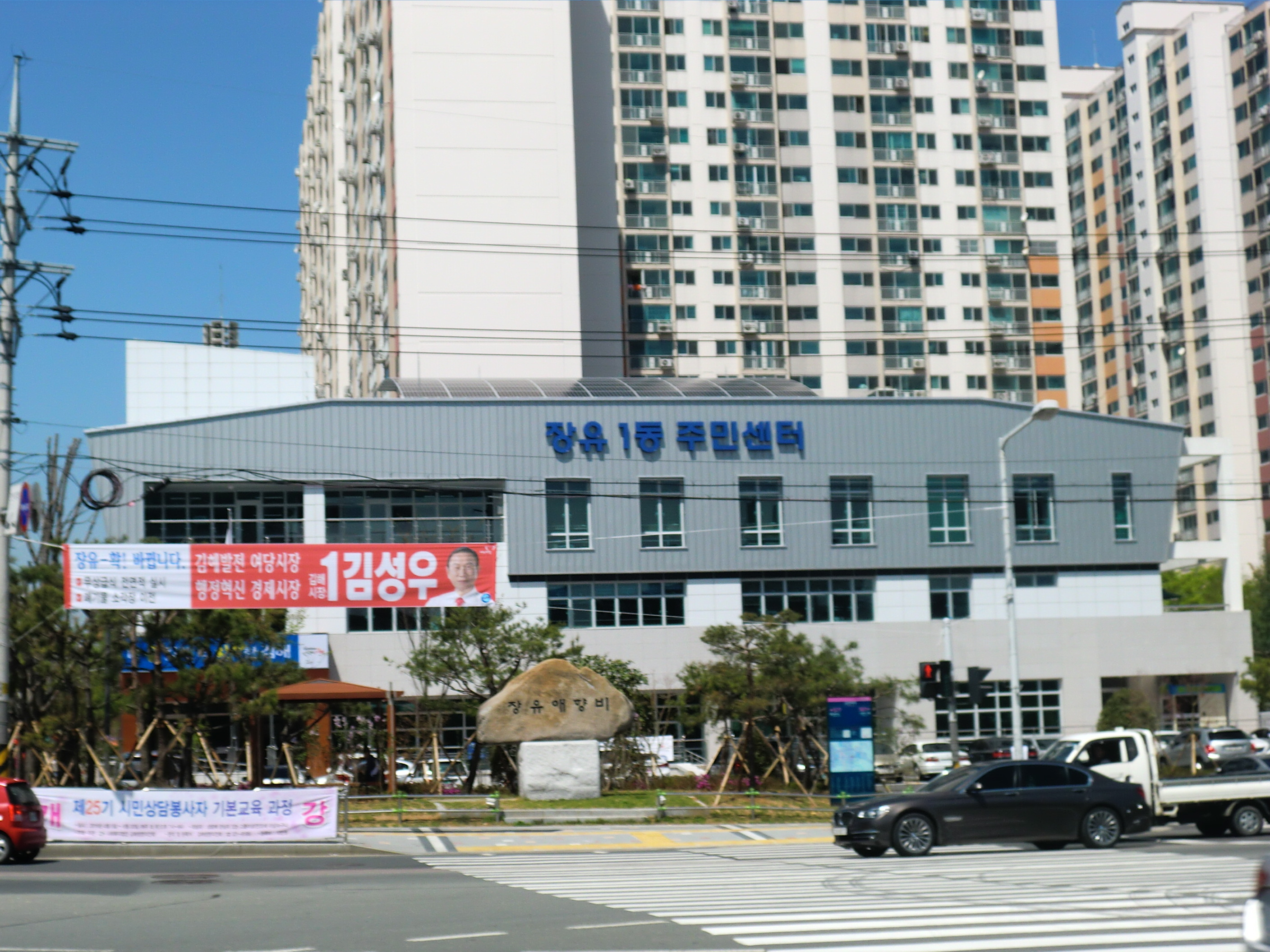
2015년에 새로 지어진 주민센터

2005년 4월 김해시는 지역 여론을 반영해 민원인이 시청을 찾아가야 했던 인·허가 관련 민원을 처리하고 불법 행위 단속, 교통불편신고 등의 행정업무를 처리하는 출장소를 당시 행정자치부의 승인을 얻어 장유소각장 관리동 건물에 입주하여 업무를 시작했다.
2013년 7월 1일 동 전환 당시 각 행정동의 주민센터 건물은 장유2동의 경우 그 해 준공한 신축 건물에서 업무를 시작하였으나 장유1동의 경우 옛 장유면사무소 건물, 장유3동은 율하유적전시관 건물을 임시 청사로 사용하였다. 장유3동 주민센터는 2014년 4월에 완공하여 같은 달 28일부터 업무를 시작하였고 이날 개청식을 열 계획이었으나, 세월호 침몰 사고로 일정이 연기되어 2014년 7월 2일에 장유 동 전환 1주년 기념을 겸한 행사를 열었다.
2014년 12월부터 임시 장유1동 주민센터로 쓰던 기존 옛 장유면사무소 건물을 철거하고 같은 자리에 신청사 공사를 착수하여 2015년 12월 준공, 개청하였다.

### 치안

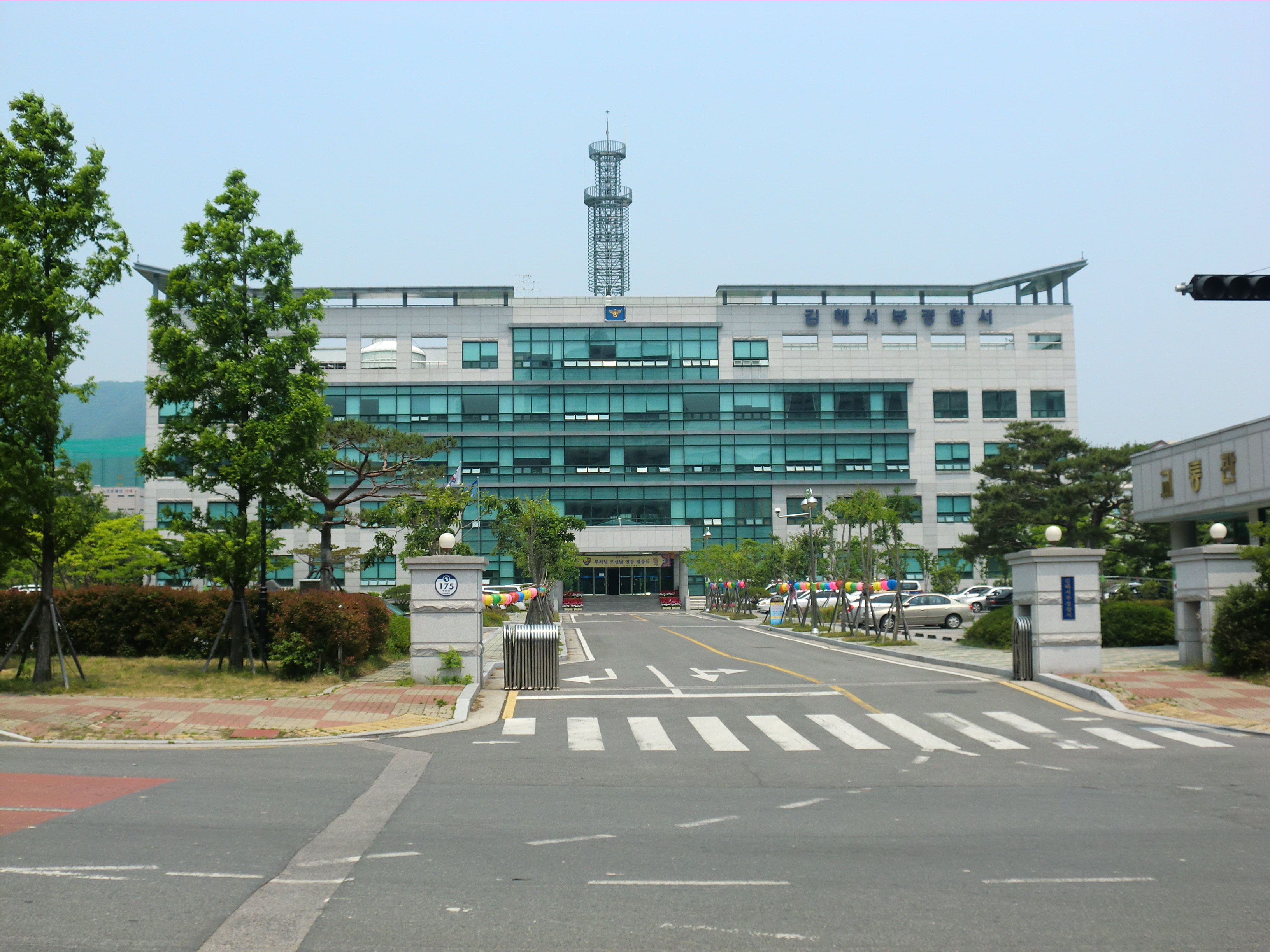
김해서부경찰서

현재 '김해서부경찰서 장유지구대'가 과거부터 장유 전 지역의 치안 유지를 담당하고 있다. 역사를 살펴보면 일제 강점기 이 지역에 헌병과 경찰의 주재소가 설치되었고, 1945년 8월 15일부 김해경찰서 장유지서로 변경되었다. 이후 1968년, 1995년 무계리 지역 내 신축건물로 두 번 이전하였으며 2003년 8월에는 남부지구대로 명칭이 변경되었다가 그 해 9월 다시 장유지구대로 명칭이 변경되었다. 2011년에 대청동 새 청사로 이전하여 현재까지 유지되고 있다.
하지만 인구 증가에 따라 지구대 추가 신설 필요성이 여러 번 제기되었다. 2011년 동 전환 논의 당시 분동 근거로 파출소 또는 지구대가 동마다 설치된다는 점이 언급되기도 하였다. 2013년에는 서부서에 근무하는 경위가 경찰 지구대 증설은 2017년 이후에나 가능하다며 '장유 주민들의 관심이 절실히 요구된다'는 내용의 기고문을 지역 언론 경남도민일보에 투고하여 지면에 게재되기도 하였다. 2014년 경남신문의 보도에 따르면 김해서부경찰서가 2015년까지 율하지구대 신설 계획을 본청에 건의한 것으로 알려졌다.
한편 2005년부터 경찰서 신설이 논의되기 시작하여 2007년 6월부터 대청동 장유문화센터 앞 부지에 착공하여 다음 해 2008년 12월에 개서하여 업무를 시작하였다. 김해서부경찰서 개서 이후 기존 김해경찰서는 김해중부경찰서로 명칭이 바뀌었으며, '김해경찰서 장유지구대' 역시 서부서로 편입되었다. 서부경찰서는 현재 장유 지역 이외에도 칠산서부동, 진영읍, 한림면, 주촌면, 진례면을 포함한 김해시의 서부 지역의 치안 유지를 담당하고 있다.

### 소방
소방 업무는 대청동에 있는 '김해소방서 장유119안전센터' 한 곳에서 장유 전 지역을 관할하고 있었다. 경찰 지구대 신설 요구와 비슷하게 소방업무 수요 증가에 따른 소방서의 신설이 필요하다는 여론이 형성되었고, 2013년 당시 생림119안전센터 소속 한 소방관이 생림면의 한 공장에서 일어난 화재를 진압하는 도중 쓰러져 순직한 것을 계기로 경상남도 소방본부가 김해서부소방서 설립을 추진하겠다고 발표하였다.
2015년 5월 경상남도 정책기획관실은 도청에서 기자회견을 갖고 김해서부소방서는 3개 과에 5개 안전센터로 운영되고, 현재 김해소방서는 김해동부소방서로 명칭이 바뀔 것이라고 발표하였다. 2개월 뒤인 7월 2일, 삼문동에 있는 장유119안전센터 건물을 당분간 김해서부소방서 임시청사로 활용하기로 하고 개서하였다. 서부소방서는 장유 지역뿐만 아니라 진영읍, 주촌면, 진례면, 한림면을 관할한다.
이후 율하신도시 지역도 인구가 증가하면서 지역소방수요 대응을 위해 2021년 1월 장유3동 행정동 지역을 관할하는 율하119안전센터가 개소하였다.

### 에너지
지역 북쪽 부곡동에 쓰레기 소각장(장유쓰레기소각장)이 2001년 6월부터 가동 중이다. 소각장에서는 장유 지역뿐만 아닌 김해시 전 지역에서 수거된 폐기물을 소각한다. 소각장 완공 당시에는 주변에 주거지가 없었으나, 1년 뒤 아파트 단지가 생기면서 인근 주민과 갈등을 빚기 시작했다. 내구연한 15년을 채우는 2016년이 다가오기 전부터 폐쇄·이전을 요구하는 여론이 있었고, 2014년 6.4 지방선거 기간 당시 김맹곤 김해시장이 2016년 말까지 소각장을 폐쇄할 것이라는 공약을 냈으나, 그 공약은 지켜지지 않았고 이전 논의는 보류 중이며 안전진단 실시 결과 2021년까지 가동이 가능하다는 결론을 내리고 가동하기로 했다.
소각장 인근에는 한국지역난방공사에서 장유 지역 전체(일부 지역 제외)에 지역난방을 공급하는 시설을 2001년 11월 준공해 가동하고 있다.

### 문화·여가 시설

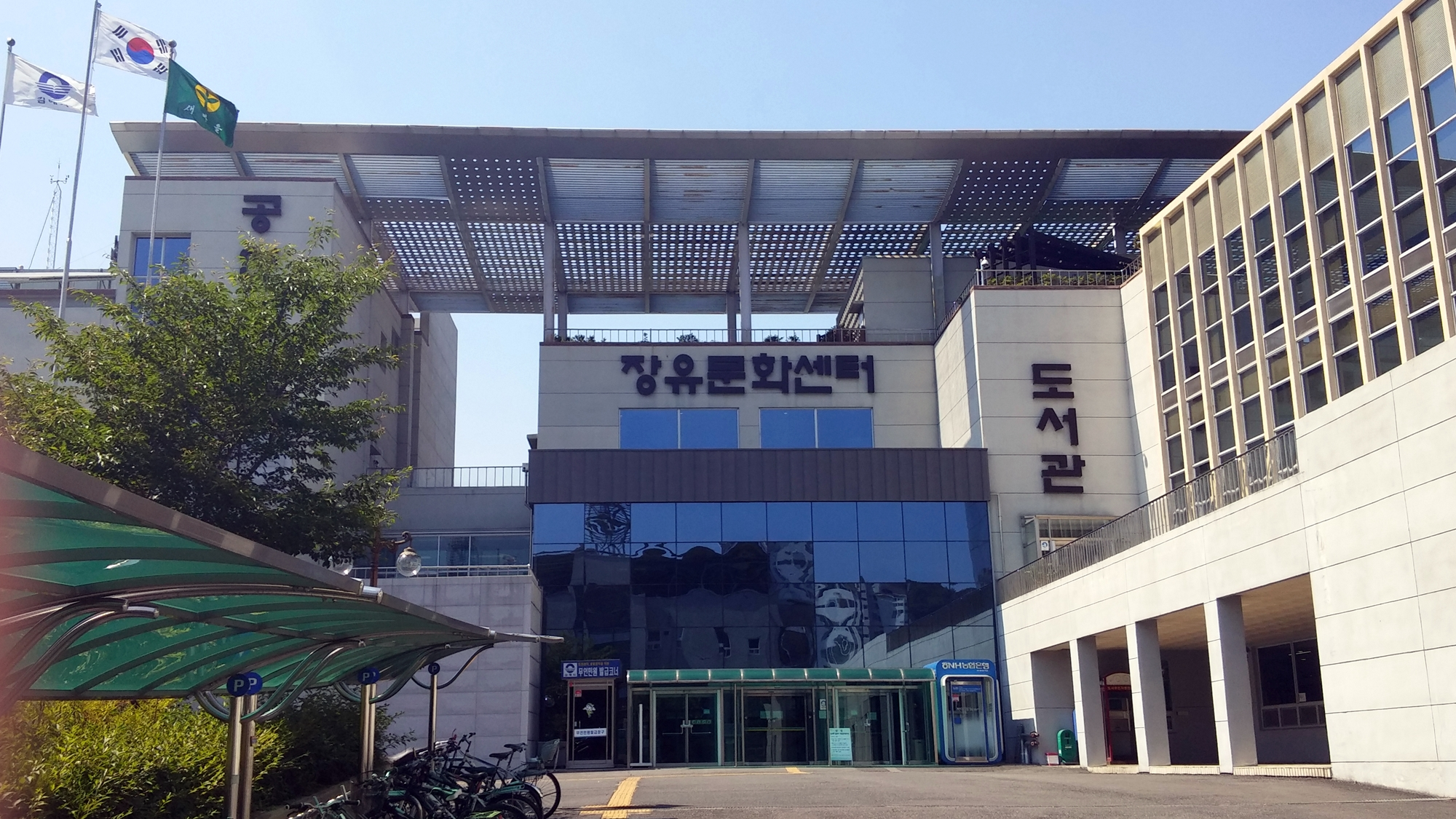
장유문화센터

지역 내 도서관은 3곳이며 대청동에 도서관과 공연장 시설이 구비된 장유문화센터가 2002년부터, 율하동에 어린이 도서관 김해기적의도서관이 2011년, 김해서부문화센터가 2018년 개관하여 운영 중이다.  
체육 공원의 경우, 2004년 삼문동에 실내수영장과 체육관 시설을 갖춘 '장유스포츠센터', 2005년 부곡동에 인조잔디구장 등의 시설을 갖추고 개장된 '장유체육공원' 등이 있다. 2013년에는 장유스포츠센터 앞에 인조다목적구장을 설치하고, '젤미다목적구장'이라는 이름으로 운영하고 있다. 관동동에는 율하체육공원과 율하체육관이 설치, 체육관의 경우 2015년 5월부터 정식 운영 중이다.
한편 김해시는 지역 중심에 있는 반룡산을 여가 및 휴식공간으로 만든다는 목표로 춘화곡, 대청, 신문, 죽림, 삼문지구 등 5개 지구로 나눠 공원을 조성하는 사업을 2006년부터 착수하였다. 하지만 당초 2008년 준공을 목표로 했던 것과 달리 예산 부족으로 사업이 지연되면서 이 중 춘화곡지구만 2011년에 준공되었다. 2010년에는 공원 내에 목재문화체험장을 조성하겠다는 계획을 세우고 2015년 11월 개장하였다. 이 밖에도 1997년부터 무계동과 내덕동에 걸쳐 있는 용두산을 '용두체육공원'이라는 가칭 아래 체육공원을 건설할 계획이 있었으나, 2000년대 초반에 민간 업체의 참여가 없어서 사업이 결국 백지화되었다.

## 같이 보기
- 장유동